# Кутуєва Гульназ Міратівна
Гульназ Міратівна Кутуєва (башк. Ҡотоева Гөлназ Мират ҡыҙы, рос. Кутуева Гульназ Миратовна; нар. 1 січня 1974 року в с. Ішкулово Абзеліловського району БАРСР) — башкирська поетеса, філолог, журналіст. Кандидат філологічних наук. З 2013 року — головний редактор журналу «Башкортостан кызы».
Пише під псевдонімом Гульназ Кутуева. Входить в Союз письменників Республіки Башкортостан.
У 2006 році нагороджена Державною республіканською молодіжною премією в галузі літератури і мистецтва імені Шайхзади Бабича.
Поезією стала займатися в 90-ті роки.
Закінчила Башкирський державний університет, аспірантуру. Працювала в башкирському книжному видавництві, консультантом, керівником в Сібайській письменницькій організації, відповідальним секретарем журналу «Агидель». В наш час працює в журналі «Башкортостан кызы».

## Нагороди
25 червня 2007 р. — Державна республіканська молодіжна премія в області літератури і мистецтва імені Шайхзади Бабича — за збірку віршів та поем «Кувшинка душі»